# 순수의 비행
《순수의 비행》(La Corsa Dell'Innocente, The Flight Of The Innocent)으s 프랑스에서 제작된 카를로 칼레이 감독의 1992년 영화이다. 페데리코 파치피치 등이 주연으로 출연하였고 프랑코 크리스탈디 등이 제작에 참여하였다.

## 출연

### 주연
- 페데리코 파치피치
- 살바토레 보르게스

### 조연
- 아니타 자가리아

## 기타
- 미술: 프랑코 세라올로